# Legazione apostolica di Bologna
La legazione apostolica di Bologna fu una suddivisione amministrativa dello Stato della Chiesa. 
Nella sua conformazione definitiva, confinava a nord con la legazione di Ferrara e il Ducato di Modena e Reggio, a ovest con il Ducato di Modena e Reggio, a est con le legazioni di Ferrara e Ravenna, a sud con il Granducato di Toscana.

## Storia
Una prima Legazione di Bologna era esistita dal 1540 fino all'invasione napoleonica.
Dopo la Restaurazione, nel 1816, con la suddivisione dello Stato Pontificio ordinata da Pio VII, divenne una delegazione di 1ª classe, retta da un cardinale ed ebbe pertanto titolo di Legazione.

In seguito alla riforma amministrativa di Pio IX il 22 novembre 1850 confluì nella Legazione delle Romagne (I Legazione).

## Cronotassi dei legati apostolici
- Presbitero Giacomo Giustiniani (6 luglio 1815 - 6 settembre 1816 dimesso) (delegato apostolico)
- Cardinale Alessandro Lante Montefeltro Della Rovere (6 settembre 1816 - 14 luglio 1818 deceduto)
- Cardinale Giuseppe Maria Spina (11 agosto 1818 - 1º dicembre 1824 dimesso)
- Cardinale Giuseppe Albani (10 dicembre 1824 - 31 gennaio 1829 nominato Cardinale Segretario di Stato di Sua Santità)
- Cardinale Tommaso Bernetti (7 aprile 1829 - 10 agosto 1831 nominato Cardinale Segretario di Stato di Sua Santità)
- Cardinale Ugo Pietro Spinola (17 dicembre 1832 - 5 luglio 1836 dimesso)
- Cardinale Vincenzo Macchi (5 luglio 1836 - 15 settembre 1841 nominato pro-prefetto del Supremo Tribunale della Segnatura Apostolica)
- Cardinale Ugo Pietro Spinola (15 settembre 1841 - 29 aprile 1844 nominato pro-Datario di Sua Santità) (per la seconda volta)
- Cardinale Luigi Vannicelli Casoni (30 aprile 1844 - 22 dicembre 1846 dimesso)
- Cardinale Luigi Amat di San Filippo e Sorso (22 dicembre 1846 - 28 ottobre 1848 dimesso)
  - Monsignor Gaetano Bedini (21 maggio 1849 - 22 novembre 1850) (Commissario Straordinario Pontificio)

Dopo questa data la Legazione confluisce nella Legazione delle Romagne di cui viene nominato Pro Legato mons. Gaetano Bedini